# Château Malescot Saint-Exupéry
Pour les articles homonymes, voir Saint-Exupéry (homonymie).
Le château Malescot Saint-Exupery est un domaine viticole de 45 ha dont 30 ha de vignes, situé à Margaux en Gironde. En AOC margaux, il est classé troisième grand cru dans la classification officielle des vins de Bordeaux de 1855.

## Histoire
Au XVIe siècle, le domaine est à la charge de la famille Escoussés, notaires à Margaux depuis 1608. En 1697, la propriété est vendue à maître Simon Malescot, conseiller du roi auprès du Parlement de Bordeaux. La famille Malescot restera propriétaire du domaine jusqu'à la Révolution française.
En 1813, François Benoît du Noguès de Castel-Gaillard rachète le château et le revend en 1825 à Louis Pierlot. En 1827, Jean-Baptiste de Saint-Exupéry, arrière-grand-père de l'aviateur Antoine de Saint-Exupéry acquiert la propriété et décide d'ajouter son nom à la dénomination du château mais en 1853, sa veuve, ruinée, doit vendre sa propriété aux enchères. En 1853, la propriété est revendue à Henri Fourcade qui en accroît le domaine par des échanges de parcelles, puis, en 1866 à la mort de Henri Fourcade, MM. de Boissac, Bernos, Couve et Deroulède reprennent le domaine qui s'étend alors sur 165 hectares dont 77 hectares de vigne. Le château n'est encore qu'une simple chartreuse à pavillon central encadrée de deux ailes en retour, il fut démoli en 1870. Le nouveau château Malescot Saint-Exupéry est construit la même année, en 1870 par l'architecte Louis-Michel Garros, les travaux se termine en 1874. Messieurs Fourcade et Boissac après avoir redonné son rang au château sont eux aussi contraints à la vente en 1901. En 1937, la société W.H Chaplin and C° nomme Monsieur Ritz comme administrateur.
En 1955, Paul Zuger et son fils Roger achètent le domaine où il ne reste que sept hectares de vignes. Il va leur falloir trente ans d'efforts pour redonner son panache au blason de Malescot et à sa devise semper ad altum (signifiant « toujours plus haut » en latin). Michel Rolland devient en 1991 l’œnologue conseil du domaine et depuis 1994 Jean-Luc Zuger, fils de Roger, en assure la direction.

Illustrations du château Malescot Saint-Exupéry au XIXe siècle
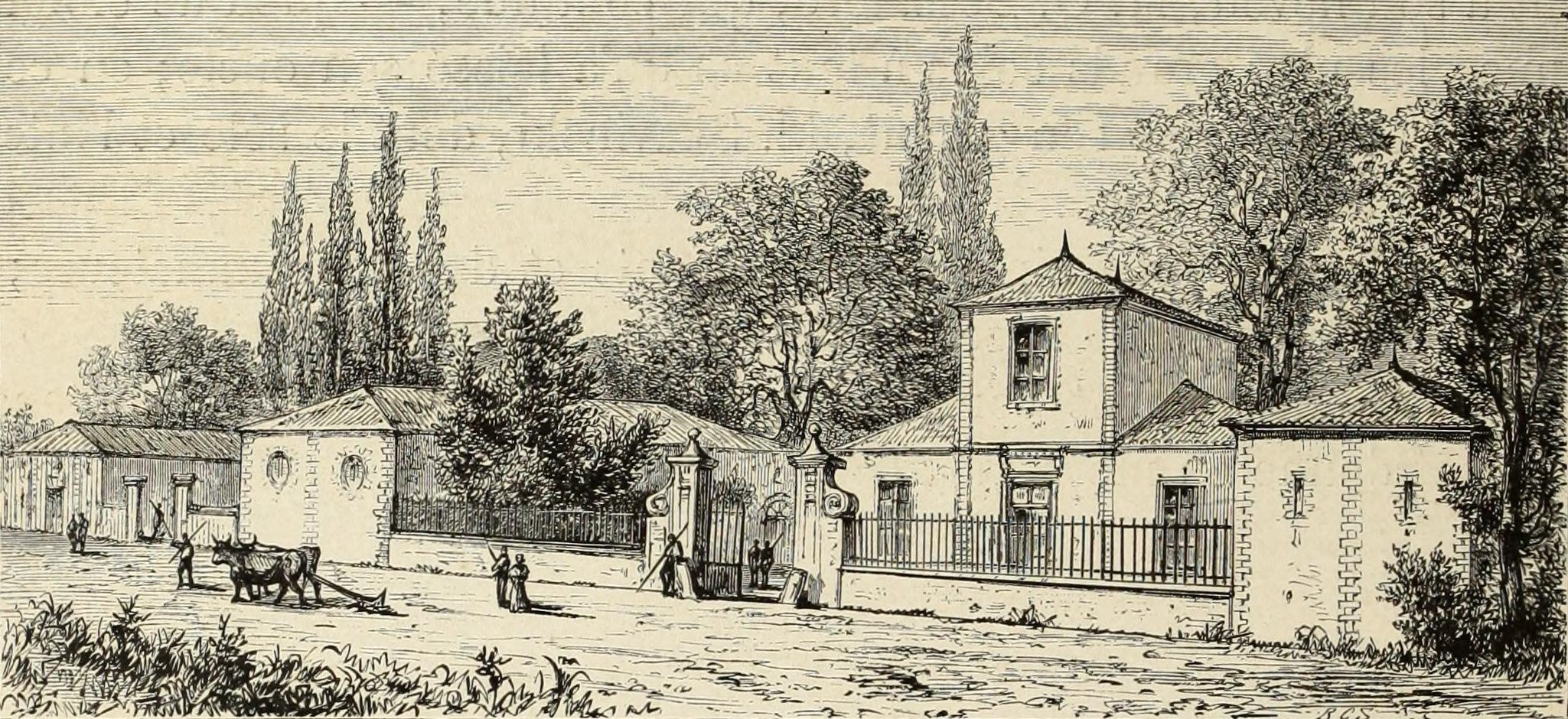
En 1838.
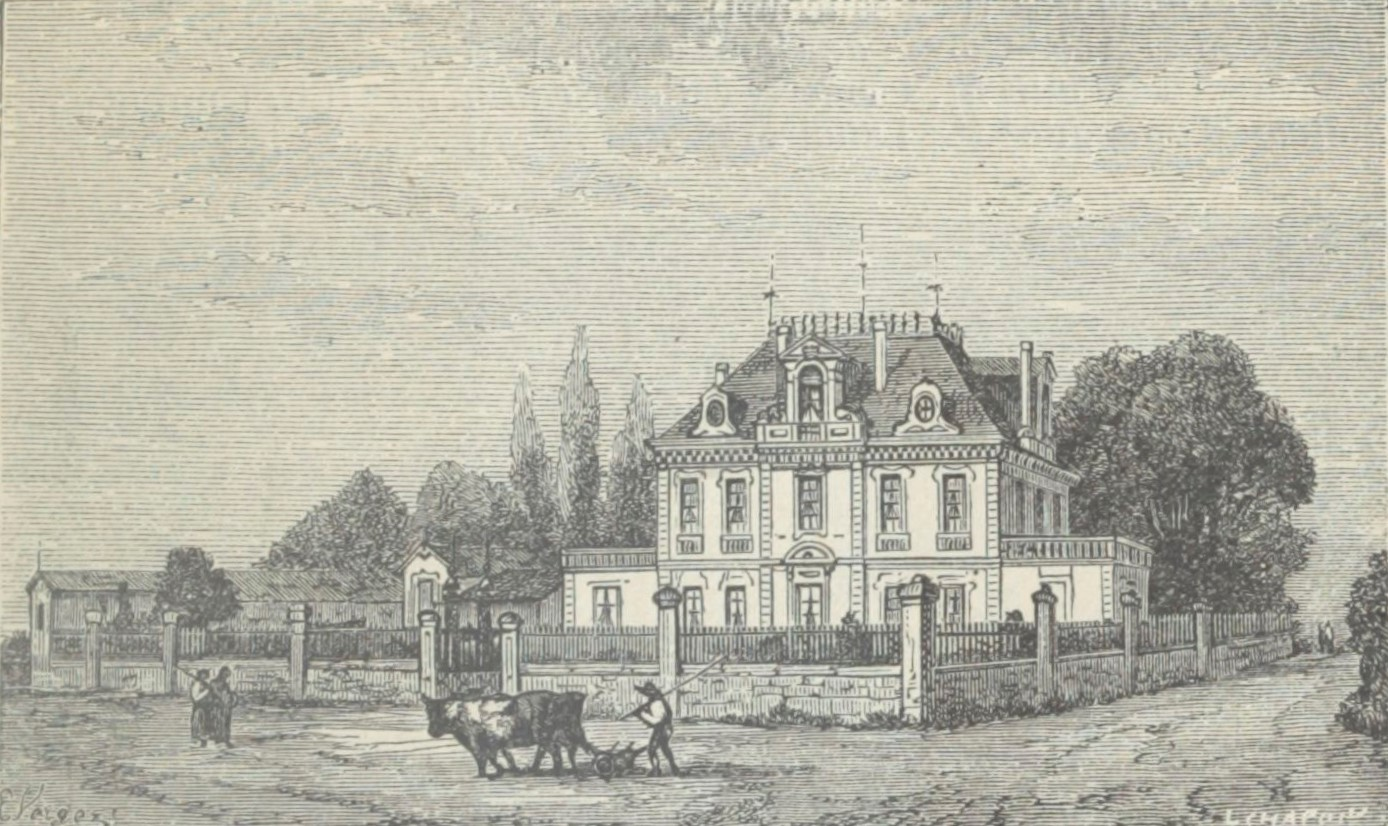
En 1898.